# جيرالدين روبرت
جيرالدين روبرت (بالفرنسية: Géraldine Robert)‏ مواليد 26 يونيو 1980 في بورت جنتيل، الغابون، هي لاعبة كرة سلة فرنسية. بدأت مسيرتها الاحترافية في سنة 1998. لعبت مع نادي لات لكرة السلة للسيدات في الدوري الفرنسي لكرة السلة للسيدات.

## روابط خارجية
- جيرالدين روبرت على موقع الاتحاد الدولي لكرة السلة (الإنجليزية)
- جيرالدين روبرت على موقع كرة السلة الأوروبية.كوم (الإنجليزية)
- جيرالدين روبرت على موقع بروبوليرز (الإنجليزية)